# Tachina nectarea
Tachina nectarea là một loài ruồi trong họ Tachinidae.